# Драговіти

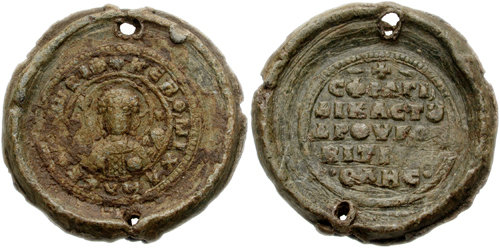
Візантійська печатка XI століття "krites (цивільного намісника) Драговітів"

Драговіти — середньовічне південнослов'янське плем'я, що оселилося на початку VII ст. на заході від Салонік.
В 616 році союз слов'янських племен, на чолі з драговитським архонтом Хацоном (можливо коротка форма від ім'я Хотимир), влаштовують безуспішну облогу Солуні. Греки взяли архонта Хацона в полон і стратили його. В облозі Солуні слов'янами 676—678 років вони теж брали участь, але пригадуються лише одного разу в зв'язку з рішенням про початок будування обложних знарядь. Сам штурм, згідно з джерелами, здійснювався силами рінхинів та сагудатів. Або драговити були залучені лише тимчасово, або вони входили в склад об'єднання рінхинів і в усіх останніх випадках ховалися за їх ім'ям.
Після відновлення влади Візантії на Балканах в землях драговитів з IX ст. відома єпископія Другувитія, а з другої половини X ст. — фема Другувитія.